# ラングレー研究所
ラングレー研究所（ラングレーけんきゅうじょ、英: Langley Research Center）は、NASAの最古の研究施設。アメリカ合衆国バージニア州ハンプトンに位置しており、ラングレー空軍基地とパーコウサン港に接している。主に航空機研究に焦点を合わせており、月面着陸機の飛行シミュレートをはじめ、多くの高名な宇宙機、航空機の計画と設計が行われている。
1917年、NACAによって設立され、現在は施設の2/3を航空工学研究に、1/3を宇宙機開発に使用している。航空機の改良、宇宙機の安全、性能、効率性などの研究のために40以上の風洞実験室を使用している。NASAがマーキュリー計画を進めていた1958年から1963年、ラングレー研究所は移設された有人飛行センター（現在のジョンソン宇宙センター）と共に有人宇宙飛行計画の主要研究所として生き残った。

## 歴史
1917年、設立から3年でNACAはラングレー記念航空工学研究所をラングレーに設立した。また、アメリカ陸軍陸軍通信隊航空部（アメリカ空軍の前身）の基地もここに建設された。こうした多くの研究設備がそろったことで、1920年には最初の航空機研究が始められた。当時は4人の研究員と11人の技術者のみであった。
第一次世界大戦時、空軍力の有効性が証明されると同時にラングレー基地とNACAは平行に成長していく。この研究所は元々、揚力空力学、エンジンの性能向上や開発研究のために設立された。1943年には噴進推力開発を進めるために拡張され、バージニア州ワロップス島に航空基地を設立した。ラングレー研究所の宇宙計画までの拡張は、軌道への弾頭発射の研究に至った。ロケット研究は拡大成長を続け、音速の壁突破、超音速、極超音速への突入などの際に重要な役割を果たした。
NASAラングレー研究所は多くの航空の歴史を生み出した。これらの達成は超音速を導く航空機研究、世界初の遷音速の風洞の開発、月の引力と月面着陸のシミュレーション、火星探索機ヴァイキングの計画などを含んでいる。これらのいくつかは科学上、航空機史上に名を残す程度の大進歩である。